# Sovilla
Sovilla es un núcleo de población del municipio de San Felices de Buelna (Cantabria, España). En el año 2023 contaba con una población de 244 habitantes (INE). Se encuentra situada a 78 m s. n. m., y a 700 metros de la capital municipal, Rivero. Celebra la festividad de Santo Domingo el día 4 de septiembre. Es una de las localidades que en 1822 formó el primer municipio constitucional de San Felices de Buelna. Antiguamente también se escribió Sobilla.
De su patrimonio destaca la «cueva de Sovilla», declarada Bien de Interés Cultural en 1998. En esta cavidad está protegida tanto la propia gruta, como el yacimiento al aire libre del talud exterior. El registro arqueológico conocido comprende el yacimiento de la cueva, manifestaciones rupestres y yacimiento del talud exterior. Es una cueva que muestra ocupación en el Magdaleniense Superior-Final. Destaca entre sus hallazgos un fragmento de arpón. Además hay una serie de grabados con figuras de animales y otras no figurativas. En cuanto a la arquitectura, cabe mencionar la existencia de dos casonas, la de Collantes Larrea (siglo XVIII), y la Casa de González-Rivero y Quijano. 
- Datos: Q6132889